# Kuusisaaret (öar)
Kuusisaaret är öar i Finland. De ligger i Finska viken och i kommunen Pyttis i den ekonomiska regionen  Kotka-Fredrikshamn i landskapet Kymmenedalen, i den södra delen av landet. Öarna ligger omkring 11 kilometer sydväst om Kotka och omkring 100 kilometer öster om Helsingfors.
Arean för den av öarna koordinaterna pekar på är 7 hektar och dess största längd är 440 meter i sydöst-nordvästlig riktning.